# Möttingen
Möttingen è un comune tedesco di 2 527 abitanti, situato nel land della Baviera.